# Johann Benjamin von Hasslocher
Johann Benjamin von Hasslocher (* 1704 in Frankfurt am Main; † 17. Juli 1771) war ein königlich-preußischer Oberst und Chef des Garnisons-Regiments Nr. 5.

## Leben

### Militärkarriere
Er ging 1722 in preußische Dienste und kam in das Infanterie-Regiment Nr. 13 (Dönhoff). Dort wurde er am 19. April 1723 Seconde-Lieutenant und im Jahr 1738 Premier-Lieutenant. Am 3. März 1740 bekam er die Beförderung zum Stabshauptmann. Mit diesem Rang wurde er in das Garnisons-Regiment Nr. 5 (Mützschesahl) versetzt, wo er eine eigene Kompanie erhielt. Er stieg weiter auf und wurde 1748 Major, im März 1757 Oberstleutnant und im Mai 1761 Oberst. Im Jahr 1770 wurde er zum Chef des Regiments ernannt. Er starb bereits im folgenden Jahr.
Er hatte in seinen 49 Dienstjahren alle Feldzüge Friedrichs II. mitgemacht und konnte sich bei der Verteidigung eines Konvois nach Olmütz auszeichnen.

### Familie
Er war mit Johanna Eleonora von Loeben verheiratet.